# Emilio Bossi
Emilio Bossi, noto anche con lo pseudonimo di Milesbo (Bruzella, 1º gennaio 1871 – Lugano, 27 novembre 1920), è stato un giornalista, avvocato, politico e saggista svizzero-italiano. Si distinse per il suo anticlericalismo e l'impegno a favore dell'italianità del Ticino.
È soprattutto noto per il pamphlet Gesù Cristo non è mai esistito (1900), in cui appoggia la cosiddetta tesi mitista sulle origini del cristianesimo.

## Nascita, studi e famiglia
Emilio Bossi nacque a Bruzella, nel Canton Ticino, nella notte tra il 31 dicembre 1870 e il primo gennaio 1871, figlio di Francesco, architetto, e Cecilia Magni. Dopo gli studi liceali a Lugano, si laureò in diritto presso l'Università di Ginevra, dove fece parte della società di studenti radicali "Il Progresso". 
Tornato in Ticino, cominciò, parallelamente all'attività di avvocato, quella di giornalista, firmando gli articoli con lo pseudonimo di "Milesbo". Non si conosce l'origine dello pseudonimo, ma è quasi sicuramente un anagramma del suo nome abbreviato ("Emil(io) Bos(si)".
Nel 1895 sposò con rito civile Emilia, figlia dell'avvocato Giuseppe Contestabile, e tra il 1896 e il 1901 ebbero cinque figli: Bixio, Alba, Jebo, Emilio e Bruno, ai quali lascerà ampia libertà in materia religiosa; così come non si oppose ai funerali religiosi del padre, secondo le sue convinzioni, morto poco dopo la nascita del suo primo figlio. Dopo la morte della moglie, nel 1906, ne sposò in seconde nozze la sorella Elisa, che morì in seguito ai postumi del parto di un altro figlio, Elio.

## Attività e impegno politico
Nel 1893 prese le redini del foglio liberale Vita Nova, nel 1895 fondò il quotidiano radicale L'Idea moderna, sul finire del secolo divenne il redattore in capo della Gazzetta Ticinese, che orientò all'estrema sinistra, e dopo esserne stato escluso nel 1906 fondò L'Azione, organo del gruppo radicale-democratico; più tardi, nel 1920, divenne il direttore del quotidiano liberale-radicale Il Dovere, col quale collaborava dal 1891.
Nel 1897 fu tra i fondatori dell'Unione Radicale Sociale Ticinese, gruppo politico che aveva in programma una scuola neutra e la separazione tra Stato e Chiesa. Nel 1902 fu capo carismatico della cosiddetta Estrema Sinistra, d'ispirazione radicale, come quella italiana, in contrasto con la grande corrente maggioritaria del presidente del partito liberale radicale, Alfredo Pioda. Nel 1906 cominciò una battaglia in favore dell'italianità del Ticino e dell'immigrazione italiana in Svizzera, opponendosi alla politica nazionalista e reazionaria del governo federale. In quegli anni fece scalpore il suo slogan "Svizzeri se liberi". Fu deputato radicale al Gran Consiglio in due periodi: dal 1905 al 1910, dal 1914 al 1920; al Consiglio nazionale, dal 1914 al 1920; al Consiglio degli Stati nel 1920. Consigliere di Stato ticinese, fu direttore del Dipartimento degli interni dal 1910 al 1914. Fu pure amministratore e magistrato: segretario del Gran Consiglio, poi del Procuratore pubblico, giudice istruttore dal 1900 al 1902, municipale di Lugano dal 1905 al 1909. Durante la prima guerra mondiale dalle colonne della Gazzetta Ticinese e dai banchi del Consiglio nazionale prese le difese del Belgio neutrale invaso dalla Germania, domandando alle autorità federali di intervenire in favore del diritto di quella nazione alla propria indipendenza e fu accusato, tanto a livello cantonale che federale, di aver così messo in pericolo la neutralità svizzera, ma alla fine della guerra fu per questo insignito dal re Alberto dell'onorificenza di cavaliere dell'Ordine di Leopoldo. A guerra terminata si recò con Francesco Chiesa a Fiume e al suo ritorno in Ticino si espresse per l'annessione della città, italofona, al Regno d'Italia, lasciando però il resto della Dalmazia (in prevalenza di lingua croata) alla Jugoslavia. Il resoconto di quel viaggio fu pubblicato sulla Gazzetta Ticinese del gennaio 1919. Bossi militò per la difesa della lingua italiana e per l'italianità del Ticino, ma non condivise mai le posizioni dell'irredentismo, così come non condivise neppure quelle dell'elvetismo di chi, come Brenno Bertoni, sosteneva che i giovani ticinesi avrebbero dovuto conoscere meglio la lingua tedesca per essere riconosciuti nella Confederazione svizzera.
Morì a 50 anni nel 1920. 
Libero pensatore e massone, Bossi fu membro della loggia luganese Il Dovere, appartenente alla Gran Loggia Svizzera Alpina, alla quale si affiliò nel 1900, e l'anno seguente fu tra i fondatori della Società anticlericale ticinese, che nel 1902 cambiò il suo nome in Società dei Liberi pensatori ticinesi e che fu all'origine della fondazione nel 1905 dell'Associazione ticinese di cremazione.. Si occupò anche di indagini scettiche sul paranormale.
Bossi si è soprattutto impegnato nelle battaglie anticlericali. Il suo libro Gesù Cristo non è mai esistito, impostato secondo i canoni positivisti, iscritto dalla Chiesa cattolica nell'Indice dei libri proibiti nel 1905, sarà più volte ripubblicato da case editrici anarchiche, socialiste, radicali e/o irreligiose in Italia e in Ticino.
Le ricerche di Bossi, principale origine della sua fama presso i posteri, sono tornate in auge nell'epoca di internet, grazie ad autori che le hanno riutilizzate e citate, come Emilio Salsi, David Donnini, Luigi Cascioli e perfino il francese Michel Onfray.

## Tesi sulla religione cristiana

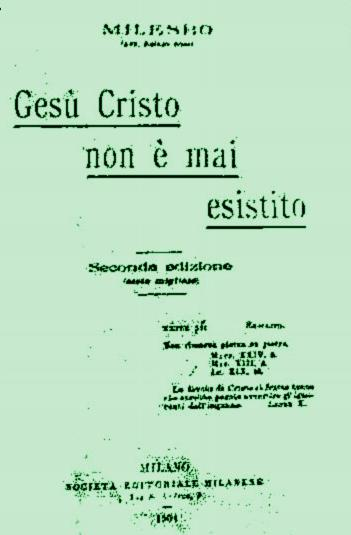
Copertina della seconda edizione del libro Gesù Cristo non è mai esistito di Emilio Bossi

Bossi appartiene alla corrente popolare e anticlericale, di ispirazione positivista, dei sostenitori del mito di Gesù, derivata dalla pubblicistica illuminista con riflessioni di tipo storico-critico sulla Bibbia comparata alle altre religioni e mitologie (ad esempio da autori come Jean Meslier) e il secolo dopo da Bruno Bauer. Egli sostiene, ispirandosi principalmente a Paul-Louis Couchoud, che Gesù Cristo non è una figura storica ma leggendaria, come gli dei Apollo, Dioniso, Eracle, Krishna (che lui traslittera in "Cristna" onde dimostrare l'affinità col termine "Cristo"), Helios/Sol Invictus e Mitra, figura dello zoroastrismo e del mitraismo, in quanto secondo lui può essere verificato solo il Cristo mitico, frutto della sola fede e, quindi, mai esistito.
Coloro che scrissero di Socrate o Cesare, argomenta Bossi, ne furono testimoni; coloro che scrissero di Gesù, invece, non lo conobbero mai, se non per sentito dire (Bossi non accetta l'ipotesi secondo cui due apostoli furono anche evangelisti). Bossi ritiene una prova anche il fatto che Plutarco non abbia mai nominato i cristiani nelle sue opere. Le tesi di Bossi restano oggi un buon compendio dei vari argomenti della "tesi mitista", considerata superata dagli studiosi del Gesù storico.
Bossi aggiunge di suo numerosi paradossi e affermazioni, come quando domanda "perché vennero puniti Adamo ed Eva per aver fatto il male mangiando il frutto della conoscenza del bene e del male, se prima di mangiare il frutto non potevano avere la conoscenza di cosa fosse il bene e cosa il male?", commenti che danno una nota di vivace polemica ai suoi scritti.

## Omaggi
- A Varese in località Bobbiate gli è stata intitolata una piazza, antistante la chiesa parrocchiale.
- Bruzella, suo comune natìo, ricorda Emilio Bossi con un monumento in bronzo, opera di Apollonio Pessina, inaugurato il 4 ottobre 1931 con un discorso di Angelo Bertola[16][17].
- A Chiasso gli è stata intitolata una via[18].
- A Lugano gli sono state intitolate una piazza[19] e una via[20] e un suo busto in bronzo[21] si trova nel cimitero comunale di via Trevano, accanto alla tomba di famiglia, vicino al Crematorio, che in occasione dei 150 anni della nascita e dei 100 della morte gli è stato dedicato[22].

## Opere
- Sulla separazione dello Stato dalla Chiesa, 1899.
- Testatico e focatico, F. Veladini ed., Lugano, 1901.
- La crisi morale, F. Veladini ed., Lugano, 1902.
- Gesù Cristo non è mai esistito, 1900-1904, Edizione riportata La Fiaccola, 1976, a cura di Alfredo M. Bonanno[23].
- Gesù Cristo non è mai esistito, Edizioni La Baronata, Lugano, 2009,  con prefazione di Edy Zarro e "L'attualità del pensiero di Emilio Bossi", di Edy Bernasconi (copertina facsimile dell'ed. del 1905), ISBN 88-88992-21-9

- - Altre edizioni:
Gesù Cristo non è mai esistito. Di Gesù Cristo la storia non ha prove, Tiemme, StreetLib, 2017
Gesù Cristo non è mai esistito. L'amara verità che sta all'origine del Cristianesimo, Urania edizioni, edizione riveduta, 2010 
Jésus-Christ n'a jamais existé, Librairie internationale d'éditions sociologiques, Paris, 1914.
- I clericali e la libertà, Tipografia commerciale moderna, 1909.
- Di una ferrovia elettrica in Valle di Muggio, Tipografia commerciale moderna, 1910.
- Venti mesi di storia svizzera, Tipografia luganese Sanvito, 1916.
- La degenerazione professionale del clero cattolico, Società editrice partenopea, Napoli, 1919.